# George Washington Barnett
George Washington Barnett (* 12. Dezember 1793 im Lancaster County, South Carolina; † 8. Oktober 1848 im Gonzales County, Texas) war ein US-amerikanischer Arzt, Siedler, Offizier und Politiker.

## Werdegang
George Washington Barnett, Sohn von Margaret und William Barnett, wurde 1793 im Lancaster County geboren. Er besuchte die Waxhaw Academy in South Carolina. In der Folgezeit machte er eine medizinische Ausbildung und begann dann im Williamson County (Tennessee) zu praktizieren. 1823 zog er nach Mississippi und 1834 von dort nach Burleson County (Texas), was damals noch Teil von Mexiko war. Barnett erwarb dort 1834 eine Farm in der Nähe des heutigen Brenham (Washington County), wo er als Arzt praktizierte. Sein Name erscheint auf der Petition vom 2. Juli 1835, wo bei dem „political chief“ der mexikanischen Regierung um die Berechtigung zu Gründung der neuen Gemeinde Washington ersucht wird. Am 20. Juli 1835 wurde er zum Captain einer von vier Freiwilligenkompanien unter Colonel John Henry Moore gewählt, aufgestellt die Tawakoni-Indianer anzugreifen. Barnett stieß dann am 8. Oktober 1835 zu der Washington Company unter Captain James G. Swisher hinzu. Am 27. Oktober 1835 wurde er dort zum Second Lieutenant gewählt. Seine Entlassung erfolgte am 22. Dezember 1835, nachdem er an der Belagerung von Bexar teilnahm. In der Folgezeit wurde er zu einem der Abgeordneten von Washington bei der Konvention von 1836 gewählt, wo er die Unabhängigkeitserklärung von Texas mitunterzeichnete. Danach trat er in die Armee ein, verließ sie dann aber wieder wegen seiner Familie, die sich auf der Flucht vor der mexikanischen Armee befand (siehe Runaway Scrape). Barnett verbrachte das Frühjahr 1836 in San Augustine, wo er Nachschub für die Bundestruppen unter Edmund P. Gaines transportierte. Zwischen dem 3. Juli und dem 3. Oktober 1836 diente er in der Rangers-Kompanie unter William H. Hill. Am 18. Dezember 1837 bekam Barnett eine Bescheinigung (Bounty Certificate) für 320 Acres Land als Bezahlung für seine Dienste mit Hill. Am 5. Januar 1838 erhielt er ein Headright über 4.605,5 Acres Land. Er saß dann vom 25. September 1837 bis zum 16. Januar 1843 im Senat des sechsten Kongresses der Republik Texas.
Barnett zog 1846 nach Gonzales County. Er wurde am 8. Oktober 1848, während er sich etwa 15 Meilen westlich von Gonzales auf Hirschjagt befand, von marodierenden Lipan-Indianern getötet. Sein Leichnam wurde auf dem alten Friedhof von Gonzales beigesetzt. Die Texas Centennial Commission errichtete 1936 auf seiner Grabstätte ein Denkmal ihm zu Ehren. Barnett war ein Mitglied der Cumberland Presbyterian Church. Er war mit Eliza Patton (1808–1872) verheiratet, welche er am 6. Juli 1820 in Tennessee zur Ehefrau nahm. Das Paar hatte sechs Kinder.